# Vättarna
Vättarna is een eiland annex zandbank behorend tot de Lule-archipel. Het eiland ligt 400 meter ten zuidwesten van Stor-Furuön. Het heeft geen oeververbinding en is onbebouwd. Vättarna is Zweeds voor kabouter. Het eiland is wellicht zo genoemd, omdat het in vergelijking met Stor-Furuön veel kleiner is.